# Szkoła Snycerska w Cieplicach
Szkoła Snycerska w Cieplicach (niem. Holzschnitzschule Warmbrunn) – szkoła rzemiosła artystycznego kształcąca uczniów w zakresie rzeźby w drewnie. Funkcjonowała w latach 1902–1945 w Cieplicach Zdroju. 

## Przyczyny powstania szkoły
Proces upowszechnienia się masowej produkcji przemysłowej w drugiej połowie XIX w. dotyczył także wyrobów dotychczas wytwarzanych przez rzemieślników, w tym snycerzy. Produkcja przemysłowa wypierała z rynku rękodzieło, gdyż dzięki seryjności i masowej produkcji maszynowej jej wytwory były znacznie tańsze od rękodzielniczych, ponadto firmy przemysłowe często używały przy wytwarzaniu rzeźb, materiałów (np. masy gipsowe, papier mâché, blacha) tańszych i łatwiejszych przy seryjnej produkcji niż tradycyjne w rzeźbiarstwie drewno lub kamień. Spowodowało to upadek m.in. snycerstwa, a sztampowość masowej produkcji, mała oryginalność i niskie wartości artystyczne jej wzorców budziły sprzeciw krytyków sztuki i artystów. Środowiska te podjęły próbę przeciwdziałania temu zjawisku, rozwiązanie widząc w podwyższeniu kwalifikacji snycerzy i zwiększeniu ich umiejętności artystycznych oraz kreatywności poprzez naukę w szkołach prowadzonych przez profesjonalnych artystów. Szkoły te miały także promować rękodzieło snycerskie przez wystawy i współpracę z instytucjami kościelnymi, samorządowymi i państwowymi. Jedną z takich szkół otwarto 7 listopada 1902 r. w Cieplicach, w nowo wzniesionym gmachu, projektu Theodora Hülsnera. 

## Program i kadra szkoły
Szkoła realizowała program nauczania obliczony na cztery lata. W ramach nauki uczono rysunku, snycerstwa, stolarstwa, a także projektowania i modelowania. Wśród kadry nauczycielskiej było kilka znanych osób, oprócz dyrektorów np. Günthera Grundmanna. Celem indywidualizacji twórczości względem innych szkół i warsztatów snycerskich z Niemiec starano się wykorzystywać motywy śląskie w tworzonej tu sztuce. 
Dyrektorzy szkoły:
- 1902 - 1906 - Christian Hermann Walde
- 1907 - 1912 - Kieser
- 1912 - 1922 - Fritz Hüllweck
- 1920/22[5][8] - 15.03.1940 - Cirillo Dell'Antonio, włoski rzeźbiarz[5].
- 1940-1944 – Kurt Aschauer
- 1944-1945 – Ernst Rülke

## Realizacje dzieł snycerskich przez kadrę i uczniów szkoły
- ambona kościoła pw. Marii Panny w Legnicy (1905-1906) i ołtarz kościoła pw. św. Jacka w Legnicy (1910)[4]
- ołtarz i ambona kościoła pw. św. Łazarza w Poznaniu (1907) oraz rzeźby dwunastu apostołów dla Złotej Sali poznańskiego ratusza (1912)[4]
- ołtarz kościoła w Polanicy Zdroju (1913)[4]
- 13 płaskorzeźb dla Sali Rajców jeleniogórskiego ratusza (1935)[9]

Szopki bożonarodzeniowe:
- dla kościoła pw. św. Jana Chrzciciela w Cieplicach (zachowana tam do dziś), wykonana w 1922 r.
- szopka z klasztoru boromeuszek w Trzebnicy (dziś w ich klasztorze w Małuszynie) z lat 20. XX w.
- szopka dla wrocławskiego seminarium duchownego z lat 20. XX w. (prawdopodobnie jest to szopka obecnie eksponowana w katedrze wrocławskiej)
- zespół figur z szopki z lat 20. lub 30., obecnie w zbiorach Muzeum Narodowego we Wrocławiu

Ponadto m.in.: różne rzeźby dla jeleniogórskiego muzeum Towarzystwa Karkonoskiego (1913-1914), ozdobne drogowskazy: dla parku Füllnera w Cieplicach (1909), dla Karpacza i Szklarskiej Poręby (1921, 1922), a w czasie I wojny światowej żołnierskie nagrobki i krzyże.

## Uczniowie szkoły
- Joseph Krautwald
- Franz Wagner (rzeźbiarz)

## Powojenne losy szkoły
Na bazie budynku i wyposażenia Szkoły Snycerskiej utworzono polską Państwową Szkołę Przemysłu Drzewnego, w której zajęcia zainaugurowano 27 września 1946. Placówka kilka razy zmieniała później nazwę i profil, współcześnie działa jako Zespół Szkół Rzemiosł Artystycznych im. Stanisława Wyspiańskiego. 